# Мерчисон водопад
Мерчисон водопад, такође познат као водопад Кабалега, се налази на врху језера Алберт на Викторијином Нилу у Уганди. Према подацима Светске банке из 2022, Уганда је бројала мало више од 47 милиона становика.

## Географски положај
Национални парк Мерчисон водопади налази се на западном ободу Уганде и покрива око 3.840 km² (384.000 хектара) дивљине са обе стране реке Нил, источно од језера Алберт и западно од водопада Карума. 
То је једно од најстаријих и највећих заштићених подручја Уганде и некада је био најпосећенији парк у Африци. Парк је подељен делом реке Нил познатом као Викторијин Нил. Водопад Мерчисон, назван по познатом британском геологу Родерику Мерчисону, означава улазак реке у источноафрички расцеп. 

## Геологија
Национални парк Мерчисон водопади најпознатији је, међутим, по најмоћнијем водопаду на свету. Сваке секунде, еквивалент од 200 када пуних воде прође клисуром. Притисак је толики да земља око њега подрхтава.Овде око 300 кубних метара воде у секунди пролази кроз уску клисуру ширине мање од седам метара пре него што урања 43 метра у облак магле и узбуркане воде.
Мерчисон водопад се налази између језера Кјога и језера Алберт на Белом Нилу у северозападном региону Уганде. Сила воде избија кроз уску клисуру, а вода, након пада, понире и наставља даље свој ток ка језеру Алберт. Врх водопада има веома старе стене које су по пореклу пелитски шкриљци и такође садрже неколико центиметарских кристала мусковита, који имају тенденцију да светлуцају када их сунце обасја. Шкриљци, вероватно, припадају протерозоиској метаседиментној групи за коју се верује да се таложила на граници Конга. Река Нил тече преко грабенског граничног раседа, bunyoro стрмине, до албертинске рифтне долине кроз седименте квартарног доба и поље угљоводоника пре него што уђе у језеро Алберт.

## Историја
14. марта 1864, Самјуел Вајт Бејкер и Флоренс Бејкер били су први Европљани који су видели водопаде Мерчисон. Бејкер их је назвао по Родерику Мерчисону, председнику Краљевског географског друштва. Остатак националног парка носи исти назив, баш по овим водопадима.
Током режима Иди Амина 1970-их, име је промењено у водопад Кабалега, по Омукама (краљу) Кабалеги од Bunyoro. Име је враћено у Мерчисон  Falls након пада Амина. Још увек се понекад назива водопадом Кабалега. Ернест Хемингвеј је 1954. имао авионску несрећу низводно од водопада Мерчисон. У августу 2019. Уганда је одбила хидроенергетски пројекат како би очувала водопаде, једну од најуноснијих туристичких локација у земљи. Мерчисон водопади је само један део Националног парка Мерчисон водопади, основаног 1952. године и сада највећи и најпосећенији национални парк у Уганди.

## Биодиверзитет
У парку се налази 109 врста сисара укључујући нилске коње, антилопу и жирафе; 145 врста дрвећа и преко 451 врста птица. Птице селице присутне су од новембра до априла. Излет бродом на Викторијин Нил је одличан почетак за многе птице повезане са водом. Са 53 забележене врсте, грабљивице су такође веома заступљене, а овај део Нила дом је великог броја крокодила и нилских коња. Према попису из 1969. у националном парку било је 14 000 нилских коња, 14 500 слова и 26 500 бивола. У наредним деценијама их је бивало све мање и мање. Захваљујући настојањима да се очува природна средина, у новије време њихов број поново расте.

## Туризам
Туризам заснован на заштићеним подручјима има потенцијал да побољша егзистенцију сеоских домаћинстава кроз увођење алтернативних извора прихода, као што су смештајни капацитети, ресторани, занатска производња и културна забава. Приходи остварени од ових активности помажу у јачању локалне економије и повећању потрошачке моћи, доприносећи смањењу сиромаштва и локалном економском расту. Студија о туризму у заштићеној области Мерчисон водопади у Уганди показала је да су запошљавање, тржишта за локалне производе и ангажовање у пословима везаним за туризам користили руралним заједницама.
Индиректне користи од туризма остварене су кроз уважавање значаја животне средине, подршку здравственим услугама, повећану потрошњу у заједници, побољшање саобраћајне инфраструктуре и уважавање вредности земљишта. Студија је такође открила да је образовање добило највећу подршку, са фокусом на унапређење инфраструктуре за основне и средње школе.
Узгој коза, пчеларство и производња меда идентификовани су као активности које стварају приходе повезане са туризмом и које су допринеле побољшању егзистенције. Запошљавање у предузећима која се баве туризмом директно доприноси опстанку домаћинстава, са високим потенцијалом за запошљавање у нижим установама у поређењу са објектима средњег и високог ранга. Туристичка предузећа у заједници порасла су са једног у 1999. на седам у 2015. години, што указује на допринос туризма за живот руралних домаћинстава. Пружање повољног окружења за раст туристичких предузећа у заједници ће утицати на проток туриста у заштићенoj области Мерчисон водопади и повећати допринос туризма руралних подручја.

Туристичка индустрија у Уганди запошљава око 1,2 милиона људи, а она прикупља око 1,5 милијарди долара годишње, или 9% бруто домаћег производа земље. Преко 50.000 туриста посети MFNP сваке године, остварујући приход од преко 2 милиона долара. Управа за дивље животиње Уганде доприноси 20% ових прихода пројектима локалне заједнице, укључујући клинике и школе.